# アンワル・エル・ガジ
アンワル・エル・ガジ（Anwar El Ghazi, 1995年5月3日 - ）は、オランダ・南ホラント州バーレンドレヒト出身のサッカー選手。元オランダ代表。ポジションはフォワード、ミッドフィールダー。実際の発音はエル・ガージ (エル・ガーシ) に近い。

## クラブ経歴
地元クラブのBVVバーレンドレヒトユースで2000年からキャリアをスタートさせ、2006年からフェイエノールトユースで2年間プレーも、トレーニングに臨む態度が悪く、メンタリティの問題を問われてフェイエノールトを追われる (エル・ガージ本人は『11対11をしたかったのにパスやキック練習をしなければいけないのが嫌だった』と振り返っている )。フットボールを辞めようともしたが、ロッテルダムでフットボール･スクールを開いている指導者 トニー･ペンゲルの助言を受けてスパルタ'20へ移り、その後スパルタ・ロッテルダムユースでマルセル・ファン・デル・ネトという『唯一まだ僕を信じていてくれた人』に出会ったことがキャリアの転機に。2013年にアヤックス・アカデミーに移籍、UEFAユースリーグでプレーした。
2013年7月、アヤックス・アムステルダムと契約した。2014年8月、ヨハン・クライフ・スハールのPECズヴォレ戦にてリカルド・キシュナとの交代途中出場でプロデビューを果たした。8月10日、フィテッセ戦でエールディヴィジデビューを果たし、8月17日、AZアルクマール戦でプロ初得点を記録した。
アヤックスで評価を高めていったエル・ガジはクリスティアーノ・ロナウド2世とも評され、アヤックスで監督を務めていたフランク・デ・ブール監督も「エル・ガジは調子が悪くても危険な選手だ。決定的な場面では常にゴール付近にいる。そしてなぜか彼の足元にボールが落ちてくる。」と述べ、元オランダ代表のピエール・ファン・ホーイドンクも「彼はゴール前に入り込む才能があり、決定的な仕事をする。ウインガーとしてはすでに大金の価値があるが、ストライカーに成長すれば、アヤックスは倍額を手にできるだろう。」と称賛した。
2017年1月31日、リーグ・アンのリールに移籍した。
2018年8月22日、EFLチャンピオンシップのアストン・ヴィラFCに買取オプション付きのレンタル移籍をした。8月25日、デビュー戦となったレディングFC戦ではアシストを記録した。さらにその1週間後の9月1日にはシェフィールド・ユナイテッドFC戦でヴィラでの初ゴールを決めた。
2019年4月28日、プレミアリーグ昇格を争うリーズ・ユナイテッドとの試合でエル・ガジは主審のスチュアート・アットウェルから誤ってレッドカードを提示された。ことの発端は両者無得点で迎えた72分、アストン・ヴィラのジョナタン・コジアが接触プレーによってピッチ中央で倒れ込んだためチームメイトは一度ボールをピッチの外に出してプレーを止めることを要求した。ヴィラの選手らは、サイドでボールを保持していたリーズのタイラー・ロバーツが走るスピードを落としたことでボールを一度ピッチの外に出すかと思い足を止めた。けれども、ロバーツはその隙を突いて前線にいたマテウシュ・クリヒにパスを出し、クリヒもヴィラのディフェンス陣が整わないうちに一気に攻め上がってゴール右隅に流し込んだ。この得点に対してヴィラの選手は猛抗議し乱闘騒ぎに発展。その際にエル・ガジはリーズのパトリック・バンフォードに肘打ちしたとしてレッドカードを貰い退場処分となった。しかし、実際にはバンフォードのシミュレーションであり、エル・ガジやスタッフ陣は抗議したもののその場で処分が撤回されることはなく物議を醸した。のちにレッドカードと3試合の出場停止処分は取り消され、バンフォードは審判らを欺いたとして2試合の出場禁止処分を受けた。なお、リーズを率いるマルセロ・ビエルサ監督はアンフェアな形で得たこの先制点に納得せず、直後にヴィラにも得点させることを選手らに指示して1-1で試合を終えた。
2019年6月10日、アストン・ヴィラへ完全移籍し4年契約を結んだ。
2020年12月26日に行われたクリスタル・パレス戦で得点し、このゴールは2020-21シーズンのアストン・ヴィラのシーズン・ベストゴールに選出された。
2022年1月13日、エヴァートンFCへシーズン終了までのローン移籍を発表。
2022年8月31日、PSVアイントホーフェンへ完全移籍し3年契約を結んだ。2023年9月4日に相互同意の上で契約を解除した。
PSVを去ってフリーとなったエル・ガジには、イングランドのマンチェスター・ユナイテッドが興味を示していると報じられたが、9月22日にブンデスリーガの1.FSVマインツ05に加入した。しかし10月17日、エル・ガジが自身のInstagramで行った親パレスチナ的な投稿を受け、マインツは声明を発表。「中東で進行中の紛争に関して、クラブが容認できないと判断した立場を表明した」としてトレーニングと公式戦出場から同選手を除外したことを明らかにした。 11月3日、マインツはエル・ガジとの契約解除を発表した。
2024年8月1日、カーディフ・シティFCに1年契約で加入した。

## 代表歴
オランダ代表として各年代でプレーした。

## 個人成績

### クラブでの成績
2023年9月25日現在
| クラブ                  | シーズン       | リーグ戦           | リーグ戦 | リーグ戦 | カップ戦 | カップ戦 | リーグ杯 | リーグ杯 | 国際大会 | 国際大会 | その他 | その他 | 通算 | 通算 |
| クラブ                  | シーズン       | ディビジョン       | 出場     | 得点     | 出場     | 得点     | 出場     | 得点     | 出場     | 得点     | 出場   | 得点   | 出場 | 得点 |
| ----------------------- | -------------- | ------------------ | -------- | -------- | -------- | -------- | -------- | -------- | -------- | -------- | ------ | ------ | ---- | ---- |
| アヤックス              | 2014-15        | エールディヴィジ   | 31       | 9        | 2        | 0        | -        | -        | 9        | 1        | 1      | 0      | 43   | 10   |
| アヤックス              | 2015-16        | エールディヴィジ   | 27       | 11       | 1        | 0        | -        | -        | 9        | 0        | -      | -      | 37   | 11   |
| アヤックス              | 2016-17        | エールディヴィジ   | 12       | 0        | 2        | 1        | -        | -        | 6        | 1        | -      | -      | 20   | 2    |
| アヤックス              | 通算           | 通算               | 70       | 20       | 5        | 1        | 0        | 0        | 24       | 2        | 1      | 0      | 100  | 23   |
| リール                  | 2016-17        | リーグ・アン       | 12       | 1        | 1        | 1        | -        | -        | -        | -        | -      | -      | 13   | 2    |
| リール                  | 2017-18        | リーグ・アン       | 27       | 4        | 2        | 0        | 2        | 0        | -        | -        | -      | -      | 31   | 4    |
| リール                  | 通算           | 通算               | 39       | 5        | 3        | 1        | 2        | 0        | 0        | 0        | 0      | 0      | 44   | 6    |
| アストン・ヴィラ (loan) | 2018-19        | チャンピオンシップ | 31       | 5        | 1        | 0        | 1        | 0        | -        | -        | 3      | 1      | 36   | 6    |
| アストン・ヴィラ        | 2019–2-0       | プレミアリーグ     | 34       | 4        | 1        | 1        | 5        | 1        | -        | -        | -      | -      | 40   | 6    |
| アストン・ヴィラ        | 2020-21        | プレミアリーグ     | 28       | 10       | 0        | 0        | 3        | 1        | -        | -        | -      | -      | 31   | 11   |
| アストン・ヴィラ        | 2021-22        | プレミアリーグ     | 9        | 1        | 1        | 0        | 2        | 2        | -        | -        | -      | -      | 12   | 3    |
| アストン・ヴィラ        | 通算           | 通算               | 102      | 20       | 3        | 1        | 11       | 4        | 0        | 0        | 3      | 1      | 119  | 26   |
| エバートン (loan)       | 2021-22        | プレミアリーグ     | 2        | 0        | 0        | 0        | 0        | 0        | -        | -        | -      | -      | 2    | 0    |
| PSV                     | 2022–23        | エールディヴィジ   | 23       | 8        | 3        | 0        | -        | -        | 5        | 1        | -      | -      | 31   | 9    |
| PSV                     | 2023-24        | エールディヴィジ   | 1        | 0        | 0        | 0        | -        | -        | 0        | 0        | 1      | 0      | 2    | 0    |
| PSV                     | 通算           | 通算               | 24       | 8        | 3        | 0        | 0        | 0        | 5        | 1        | 1      | 0      | 33   | 9    |
| マインツ05              | 2023-24        | ブンデスリーガ     | 3        | 0        | 0        | 0        | -        | -        | -        | -        | -      | -      | 3    | 0    |
| キャリア総通算          | キャリア総通算 | キャリア総通算     | 240      | 53       | 14       | 3        | 13       | 4        | 29       | 3        | 5      | 1      | 301  | 64   |

### 代表での成績
オランダ代表 - 2試合 0得点（2015年）
| オランダ代表 | 国際Aマッチ | 国際Aマッチ |
| 年           | 出場        | 得点        |
| ------------ | ----------- | ----------- |
| 2015         | 2           | 0           |
| 通算         | 2           | 0           |

## タイトル
PSV
- KNVBカップ: 2022-23
- ヨハン・クライフ・スハール: 2023